# Athetis maculatra
Athetis maculatra là một loài bướm đêm trong họ Noctuidae.

## Hình ảnh

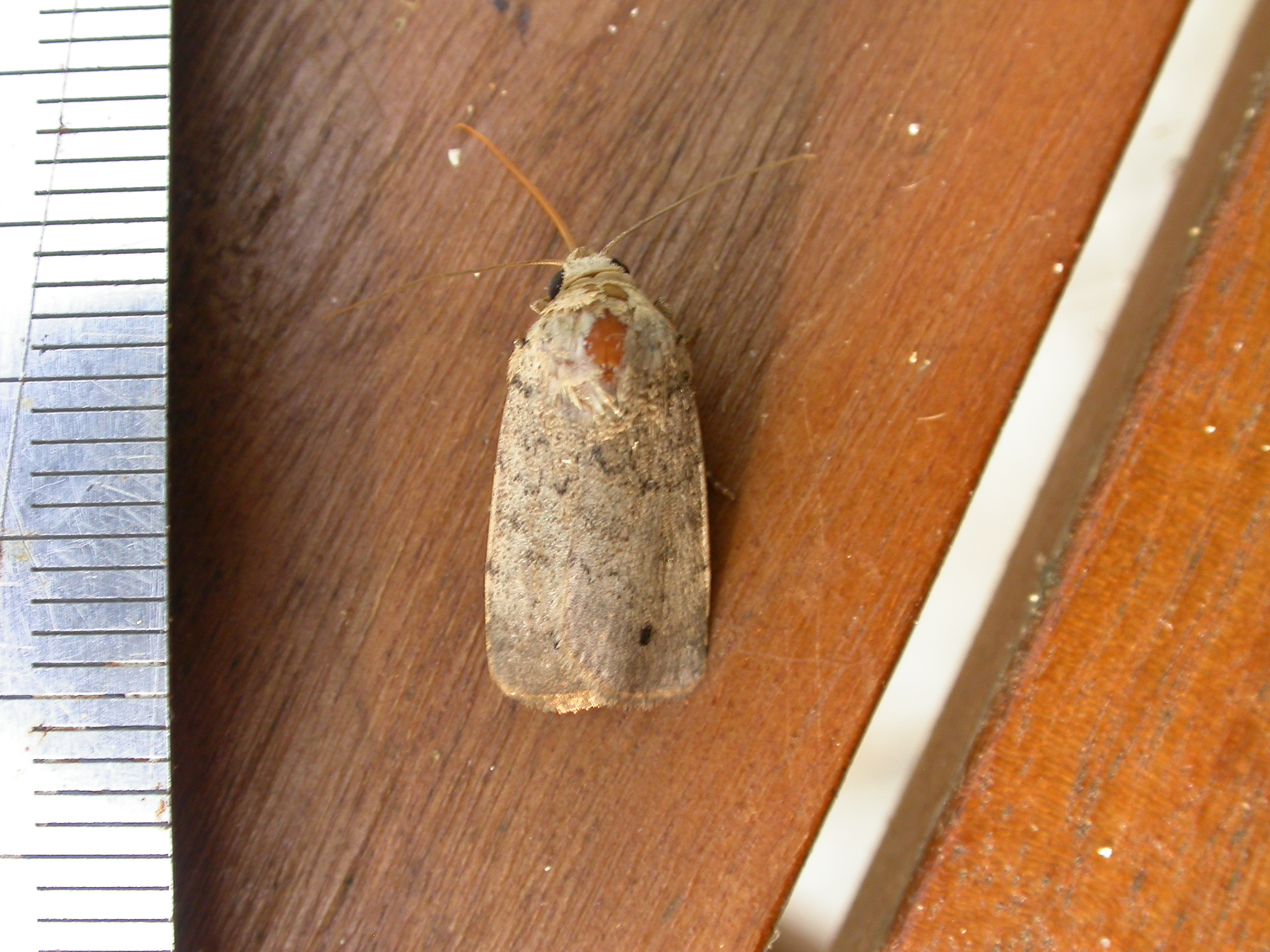